# エウペイテース
エウペイテース（古希: Εὐπείθης, Eupeithēs ）は、ギリシア神話の人物である。長音を省略してエウペイテスとも表記される。イタケー王妃ペーネロペーに求婚したアンティノオスの父。オデュッセウスによって誅殺された息子の遺体を埋葬したのち、エウペイテースは残された遺族たちに報復を呼びかけた。オデュッセウスに仕えるメドーンと、老ハリテルセースは彼らを説得しようとしたが、エウペイテースをはじめ多くの者が従わなかった。エウペイテースは彼らを指揮してオデュッセウスの館に向かったが、メントールの姿をした女神アテーナーによって力を吹き込まれたラーエルテースの投じた槍に兜ごと頭を貫かれた。